# Jaime II de Aragão
Jaime II de Aragão apelidado de "o Justo" (Valência, 10 de abril de 1267 — Barcelona, 2 de novembro de 1327) foi rei de Aragão e da Sicília entre 1291 e a sua morte.

## Biografia
Segundo filho de Pedro III e da sua esposa Constança de Hohenstaufen, do seu pai herdou o reino da Sicília em 1285. Derrotou o seu rival Carlos de Anjou, cujas forças marítimas foram desfeitas em mais de um confronto pelo almirante aragonês Roger de Lauria. Conquistou a Calabria e as ilhas do golfo de Nápoles.
Em 1291 recebeu também a Coroa de Aragão, ao morrer sem descendência o seu irmão Afonso III. Aliou-se com o rei de Castela.
Em 1296 iniciaria uma contenda com Castela para conquistar o Reino de Múrcia. 
Alicante seria a primeira cidade a cair no mês de Abril, e depois desta Elche, Orihuela, Guardamar do Segura e Múrcia. Em 1298 tomaria Alhama de Múrcia e Cartagena e a 21 de Dezembro de 1300 finalizou a querela com a tomada de Lorca.
Pela Sentença Arbitral de Torrellas (1304) e o Tratado de Elche (1305) assinar-se-ia a paz com Castela devolvendo-lhe a maior parte do Reino de Múrcia, ficando as comarcas de Alicante, Orihuela e Elche no Reino de Valência.
O seu domínio sobre a Sicília havia sido contestado pelo Papado e os Anjou, pelo que Jaime se convenceu finalmente a ceder a ilha ao papa em troca dos direitos sobre a Córsega e a Sardenha e a cessão da ilha de Menorca a Jaime II de Maiorca, pelo Tratado de Anagni (1295). No entanto, o seu irmão Frederico, que tinha sido nomeado governador da Sicília, negou-se a abandonar o domínio da ilha, resistiu eficazmente à campanha militar de Jaime II para lha arrebatar ainda que finalmente tenha sido derrotado em 1299. Nesse mesmo ano reforçou-se o pacto com o casamento de Jaime II com Branca de Anjou, filha de Carlos de Anjou.
Frederico foi reconhecido como rei da Sicília pela paz de Caltabellota (1302).
Terminado esse conflito, Jaime conquistou a Córsega e a Sardenha (1323-1325), que ficaram assim incorporadas à Coroa de Aragão, apesar da oposição de Génova e Calca e de múltiplas rebeliões locais posteriores.
Esta política de expansão no Mediterrâneo completou-se com um acordo com o Reino de Castela para repartir as respectivas zonas de influência no norte de África. Para isso selou uma aliança com Sancho IV, as (Vistas de Monteagudo, 1291), que ajudou Aragão a intensificar a sua presença na Tunísia, Bugia e Tremecém em troca da correspondente ajuda contra os franceses.
Jaime II também organizou uma expedição ao Oriente sob o comando de Rogério de Flor, concebida para livrar o reino da presença das perigosas companhias militares conhecidas como os «almogávares» (1302).
A respeito da sua política peninsular:
- Consolidou a Coroa de Aragão ao declarar a união indissolúvel entre os reinos de Aragão, Catalunha e Valência (1319).
- Obteve a vassalagem dos reis de Maiorca (membros da casa real aragonesa).
- Recuperou o Vale de Arán.
- Reforçou a posição da Coroa submetendo a nobreza com o apoio das cidades.
- Fez avançar a fronteira do reino de Valência até à costa de Múrcia, aproveitando a intervenção nas disputas sucessórias castelhanas (1304).
- Reforçou a defesa do flanco sul frente aos muçulmanos criando para isso a ordem militar de Montesa, aprovada pelo papa João XXII em 1317, tornando-se a herdeira da templários na região, com o fim de lutar contra a passagem de hostes inimigas da fé cristã pelos seus territórios e facilitar o combate aos mesmo no Mediterrâneo.
- Fundou em 1300 a Universidade de Lérida.
- No final do seu reinado, em 1325, as Cortes reunidas em Saragoça acordaram a supressão do tormento.

Elaborou uma política de ligações matrimoniais com a família real castelhana, mas que não deram os resultados esperados. A filha de Sancho IV fazia parte do acordo e, apesar dos seus oito anos de idade, foi enviada a Aragão para casar com Jaime II, mas três anos mais tarde foi devolvida a Castela pois o papa Bonifácio VIII não concedeu a dispensa matrimonial.
Faleceu aos sessenta anos e foi sepultado juntamente ao seu pai, Pedro III, no Mosteiro de Santes Creus.

## Matrimónio e descendência
Casou-se quatro vezes: com Isabel de Castela, filha do rei Sancho IV de Leão e Castela e de Maria de Molina; com Branca de Anjou em 1 de novembro de 1295, filha de Carlos II de Nápoles e de Maria de Hungría; com Maria do Chipre; e com Elisenda de Moncada. Só teve descendentes de sua segunda esposa, Branca.
- Jaime de Aragão e Anjou (1296 -Tarragona, 1334), príncipe herdeiro de Aragão, casado com Leonor de Castela, infanta de Castela;
- Maria de Aragão (c. 1299-1347), infanta de Aragão, casada com Pedro de Castela (1290-25 de junho de 1319), infante regente de Castela e senhor de os Cameros, filho do rei Sancho IV de Leão e Castela e de D. Maria de Molina;
- Afonso IV de Aragão (Nápoles, 1299–Barcelona, 1336), rei de Aragão, casado por duas vezes, a primeira com Teresa de Entenza, condesa de Urgel e a segunda com Leonor de Castela, infanta de Castela;
- Constança de Aragão (1 de janeiro de 1300 -1327), esposa de João Manuel de Castela, príncipe de Villena;
- João de Aragão e Anjou (1301, El Pobo-19 de agosto de 1334), arcebispo de Toledo e Tarragona, patriarca de Alexandria;
- Branca de Aragão (c. 1301-1348),  freira e priora no Mosteiro de Santa María de Sigena;
- Isabel de Aragão (1302-1330), casada com Frederico de Áustria, filho de Alberto I da Germânia;
- Pedro IV de Ribagorza (Barcelona 1305-Pisa 1381), conde de Ribagorza, Ampúrias, e Prades,[2][a] casado com Joana de Foix;
- Raimundo Berengário de Aragão (1308-1364), conde de Ampúrias e Prades,[2] casado por duas vezes, a primeira com Branca de Anjou e a segunda com Maria de Aragão;
- Violante de Aragão (1310-1353), casada por duas vezes, a primeira com Filipe de Anjou, déspota de Roménia e a segunda com Lope Ferrench de Luna, primeiro conde de Luna.